# Geophis blanchardi
Geophis blanchardi (земляна змія Бланшара) — вид змій родини полозових (Colubridae). Ендемік Мексики. Вид названий на честь американського герпетолога Френка Нельсона Бланшара.

## Поширення і екологія
Земляні змії Бланшара мешкають в горах Східної Сьєрра-Мадре на території штатів Веракрус, Оахака і Пуебла, зокрема в гірському масиві Кумбрес-де-Акультзінго. Вони живуть в соснових і дубових гірських лісах та в гірських хмарних лісах. Зустрічаються на висоті від 1000 до 2300 м над рівнем моря.